# Einar Høigård
Einar Musæus Høigård, född 18 oktober 1907 i Stavanger, död 25 november 1943 i Oslo, var en norsk pedagog.
Einar Høigård avlade lektorsexamen 1934 och blev sekreterare i undervisningsrådet 1940. Han var pedagogiskt och administrativt synnerligen verksam och blev under andra världskriget en av den norska lärarfrontens främsta män. Detta ledde till hans deportation och död i tysk fångenskap. Postumt kreerades Høigård till filosofie doktor i Oslo. Høigård utgav bland annat Oslos katedralskoles historie (1941). Postumt utgavs Pedagogisk statistikk (1944) och Den norske skoles historie (1947, tillsammans med Herman Ruge).